# Гамбия (1965—1970)
В период с 1965 по 1970 год Гамбия была независимым суверенным государством во главе с британским монархом Елизаветой II, будучи одним из королевств Содружества . 
Страна получила независимость от Великобритании в 1965 году в соответствии с Актом 1964 года, который преобразовал британскую королевскую колонию и протекторат Гамбия в независимое суверенное государство. Елизавета II оставалась главой государства. Конституционные функции королевы в основном были делегированы генерал-губернатору Гамбии. На данном посту находились:
1. Джон Уорбертон Пол (18 февраля 1965 г. — 9 февраля 1966 г.)
2. Фариманг Мамади Сингате (9 февраля 1966 — 24 апреля 1970)

После двух референдумов 24 апреля 1970 года Гамбия официально преобразована в республику. Первый референдум 1965 года, на котором 65,85% проголосовали «за» и 34,15% «против» введения президентского правления, не смог набрать две трети голосов, что было необходимо для одобрения. Второй референдум в 1970 году, когда 70,45% жителей Гамбии проголосовали «за» и 29,55% «против», оказался более успешным. Как итог Гамбия приняла новую конституцию, отменившую монархию. Дауда Джавара, премьер-министр и глава правительства с 1965 года, стал первым первым президентом страны.